# (474003) 2016 FU35
(474003) 2016 FU35 es un asteroide perteneciente al cinturón de asteroides, descubierto el 1 de febrero de 2012 por el equipo del Spacewatch desde el Observatorio Nacional de Kitt Peak, Arizona, Estados Unidos.

## Designación y nombre
Designado provisionalmente como 2016 FU35.

## Características orbitales
2016 FU35 está situado a una distancia media del Sol de 2,444 ua, pudiendo alejarse hasta 2,806 ua y acercarse hasta 2,082 ua. Su excentricidad es 0,148 y la inclinación orbital 2,467 grados. Emplea 1396 días en completar una órbita alrededor del Sol.

## Características físicas
La magnitud absoluta de 2016 FU35 es 18,334.